# منتخب كندا لكرة الصالات
منتخب كندا الوطني لكرة الصالات (بالإنجليزية: Canada national futsal team)‏ هو ممثل كندا الرسمي في المنافسات الدولية في كرة الصالات .